# Isberga
Isberga  är ett naturreservat som ligger i västra Östergötland. Området ingår i EU:s ekologiska nätverk över skyddade områden, Natura 2000. Arealen av reservatet är 25 hektar.
Isberga naturreservat består av några mjukt rundade kullar, som uppkom när inlandsisen smälte för cirka 11 000 år sedan. Kanten av isavsmältningen hade nått det här området, när det plötsligt blev kallare igen. Isavsmältningen stannade då upp under några hundra år, och resultatet blev att en mängd kalkrikt isälvsmaterial samlades vid iskanten. De bildningar som då uppstod kallas för israndbildningar. Vid Isberga innehåller kullarna ett kalkrikt, sandigt material som ger förutsättningar för dagens mycket särartade flora och fauna.
På kullarna växer en mycket säregen vegetation som brukar kallas för kalktorräng, eller stäppäng. Tack vare de naturgivna förutsättningarna, och att området betas med boskap, finns här ett mycket rikt växtliv. Exempel på arter som växer här är t.ex. solvända, brudbröd, ängshavre, backsippa, getväppling och småfingerört. Områdets sällsyntaste växt är luddvedel, som bara finns på ytterligare några enstaka platser på det svenska fastlandet.
Reservatet och de omgivande markerna är historiskt intressanta eftersom det var här som de första östgötarna slog sig ner. Troligen odlades säd här redan för 4500 år sedan, under tidig stenålder.
I samband med att Vattenfall skulle gräva ner luftburet elnät gjordes en arkeologisk utredning av Riksantikvarieämbetet, UV Öst. Då påträffades ett stort antal förhistoriska lämningar från bronsåldern och järnåldern/medeltid. 
Reservatet nås från en skyltad avfart från Turistvägen vid byn Heda, mitt emellan de historiska intressanta platserna Rök och Alvastra i norra delen av Ödeshögs kommun.